# 食前酒

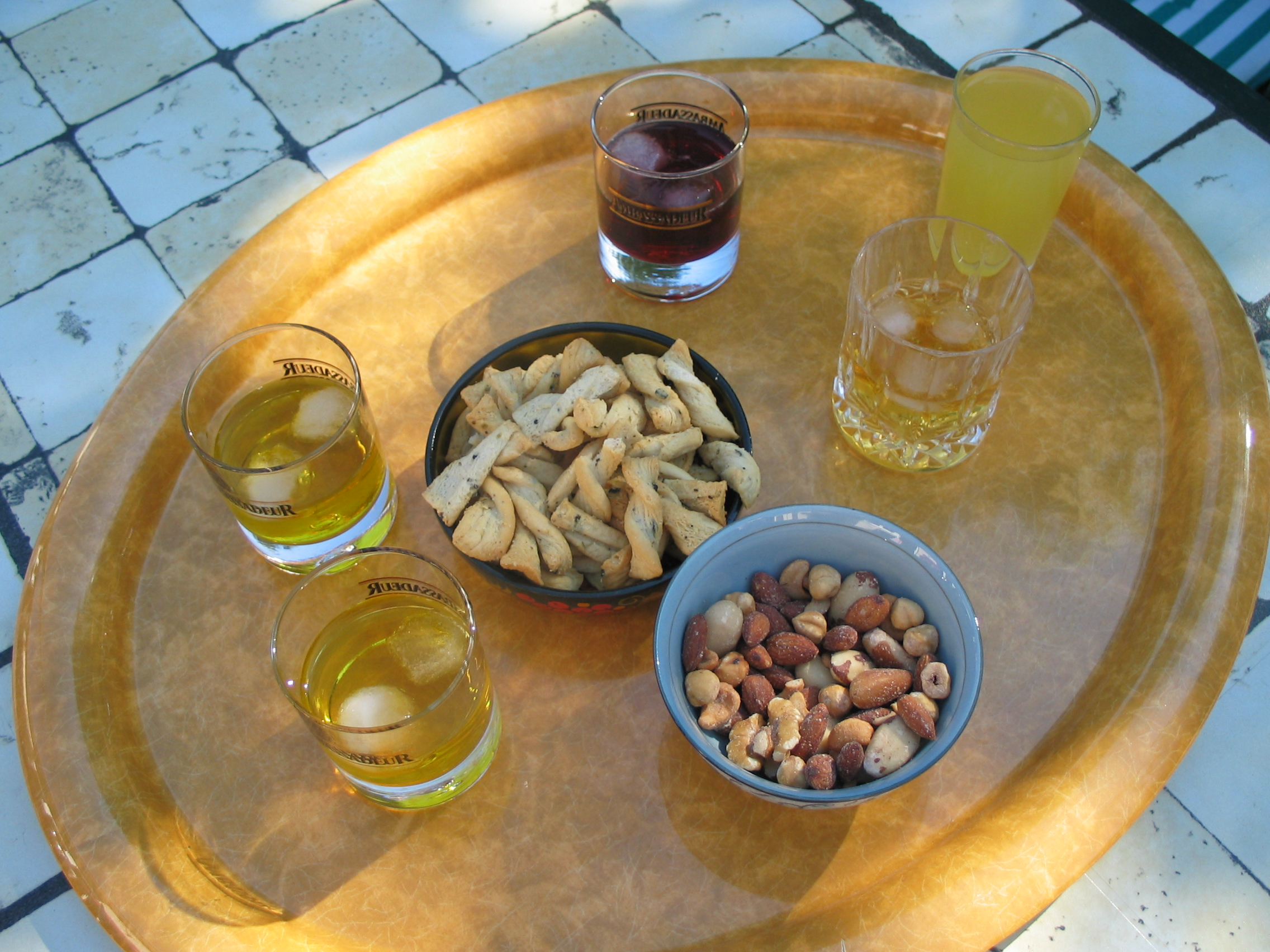

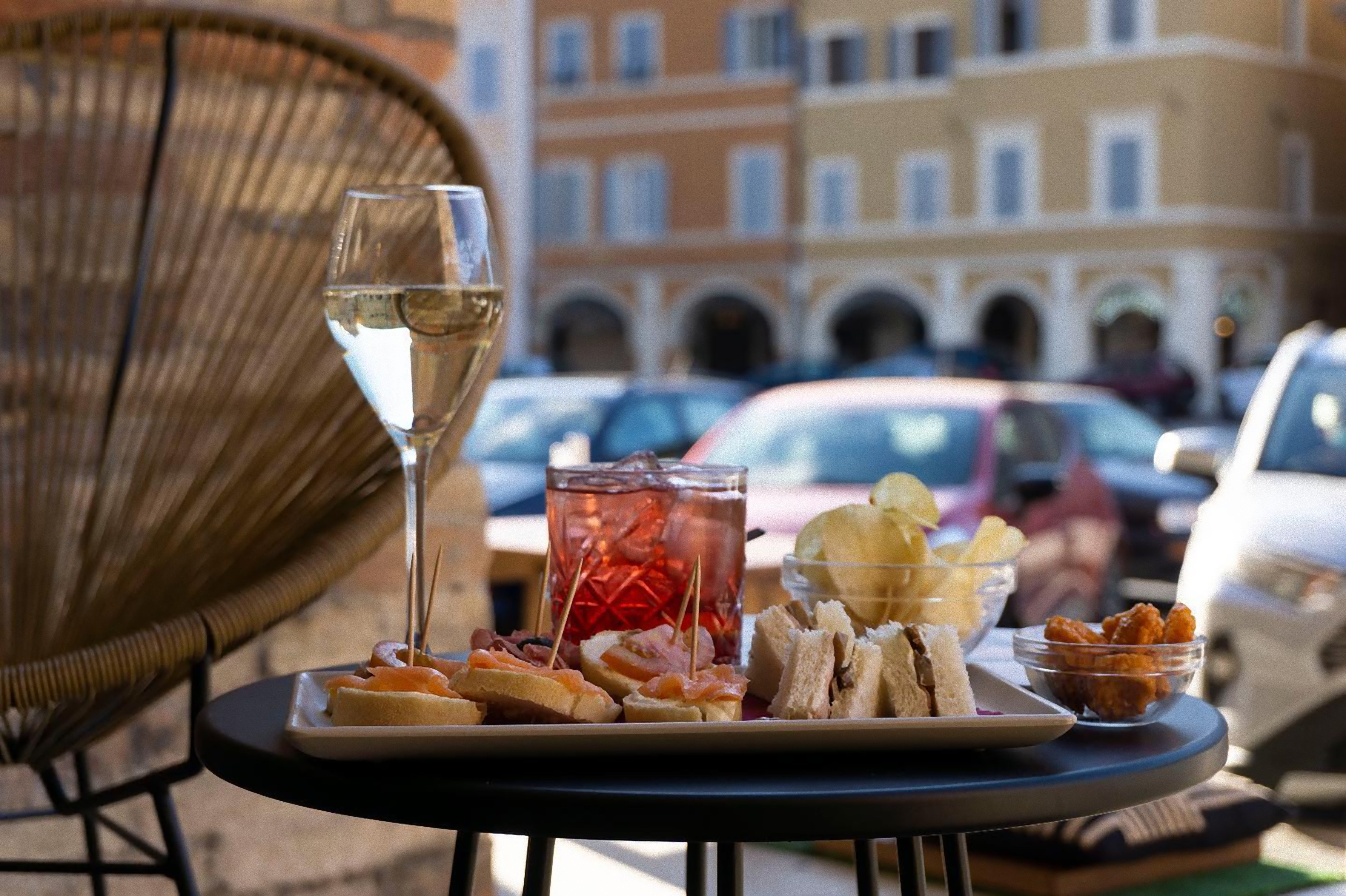

食前酒（しょくぜんしゅ）とは、食事の前に飲む酒のこと。フランス語からアペリティフ（apéritif）ともいう。ラテン語の「aperire(開く）」を語源とする。18世紀の後半にイタリアのトリノから始まったもので、イタリア語ではアペリティーヴォ（aperitivo）と言う。
フランス語のアペリティフ（略してアペロとも言う）や、イタリア語のアペリティーヴォは広い意味を持ち、単純にお酒そのものを言うだけではなく、ノンアルコールも含む食前の飲み物やおつまみ、それらを片手にリラックスする時間「食前酒を楽しむ習慣」も含まれている。効果として、食欲を増進させたり、会話を弾ませるきっかけになる。
飲む場の性格からして、その後の食事の邪魔にならぬよう、少量の酒を1、2杯程度飲む。欧米では、ショートカクテルやシェリー酒など、かなり強めの酒を（特に男性は）飲むことが多いが、日本では、白ワインなどをベースにした軽いカクテルが用いられることが多く、アルコール度数が高いものは用いられることはない。

## 日本における普及
フランス料理を嗜む機会の少ない日本の若者に、食前酒の存在を広く紹介したのは、1983年に出版された『見栄講座』（ホイチョイ・プロダクションズ著）である。著書では、フランス料理店で見栄を張るための食前酒の選び方が解説されている。またサントリーは食前酒をフランス語によるアペリティフとして紹介、CMを通じ普及させようとしている。
フランス農水省は2004年から、世界各国で毎年6月の第1木曜日を「アペリティフの日」とし、世界規模でイベントが行われている。日本でも同年からフランス農水省 とフランス食品振興会（SOPEXA） の共催により東京、横浜、京都、福岡などの都市でイベントが行われている。合言葉は「アペしない?」。

## 代表的な食前酒
- カクテル
  - ジン&ビターズは、19世紀頃に英国海軍の将校が食前酒として好んで飲んでいたとされている。
  - キール
- ワイン
- シャンパン
- ビール - 日本では、宴会の際にとりあえずビールという習慣がある。
- 梅酒は、天ぷら料理や会席料理等の和食の食前酒に用いられることが多い。
- カンパリ[4]